# منظمات الملكية الفكرية
منظمات الملكية الفكرية هي منظمات تركز على حقوق التأليف والنشر، أو العلامات التجارية، أو براءات الاحتراع، أو غيرها من مفاهيم قانون ملكية فكرية. ويشمل ذلك المنظمات الحكومية الدولية التي تعزز التعاون الحكومي في مجال حقوق التأليف والنشر والعلامة التجارية وبراءات الاختراع (مثل المنظمات القائمة على المعاهدات أو التي أُسّست بموجب معاهدات)، بالإضافة إلى المنظمات غير الحكومية، والمنظمات غير الربحية، ومنظمات الضغط، والمجامع الفكرية، واللجان البارزة، والجمعيات المهنية.

## المنظمات الدولية
- المنظمة العالمية للملكية الفكرية (WIPO)
- المنظمة الإقليمية الإفريقية للملكية الفكرية (ARIPO)
- المنظمة الأفريقية للملكية الفكرية

## المنظمات الإقليمية ذات الصلة ببراءات الاختراع
- المنظمة الأوروبية الآسيوية لبراءات الاختراع (EAPO)
- المنظمة الأوروبية لبراءات الاختراع (EPO or EPOrg)
- مكتب براءات الاختراع لمجلس التعاون لدول الخليج العربية (GCC)

## المنظمات الإقليمية والمنظمات ذات الصلة بالعلامات التجارية والتصميم
- مكتب الاتحاد الأوروبي للملكية الفكرية (EUIPO)
- Benelux Office for Intellectual Property (BOIP)

## مراكز الفكر واللجان والمعاهد والمنظمات غير الربحية والمهنية
- AHRC Research Centre for Studies in Intellectual Property and Technology Law  [لغات أخرى]‏ (SCRIPT)
- التحالف من أجل الابتكار الأمريكي (AAIUSA)
- رابطة المحامين الأمريكية (قسم قانون الملكية الفكرية أو ABA-IPL)
- رابطة شركات الملكية الفكرية (AIPF)
- الجمعية الأمريكية لقانون الملكية الفكرية (AIPLA)
- الرابطة الآسيوية لمحامي براءات الاختراع (APAA)
- المجمع العربي للملكية الفكرية (ASIP)
- Association française des Spécialistes en Propriété industrielle de l'Industrie (ASPI)

- جمعية قانون براءات الاختراع في بوسطن (BPLA)

- مركز دراسات الملكية الصناعية الدولية (CEIPI)
- مركز دراسات الملكية الفكرية (CIP)
- المعهد المعتمد لمحامي براءات الاختراع (CIPA)
- جمعية العلامات التجارية الصينية (CTA)
- National Company of Industrial Property Attorneys (CNCPI)

- European Federation of Industrial Property Agents in Industry (FEMIPI)
- European Intellectual Property Institutes Network (EIPIN)
- المعهد الأوروبي لبراءات الاختراع (epi)
- الرابطة الأوروبية لمحامي براءات الاختراع (EPLAW)
- المائدة المستديرة الأوروبية بشأن ممارسات البراءات (EUROTAB)
- الاتحاد ضد سرقة حق المؤلف (FACT)
- الجمعية الألمانية لحماية الملكية الفكرية (GRUR e. V.)
- معهد براءات الاختراع والمخترعين
- معهد محامي العلامات التجارية (ITMA)
- معهد الملكية الفكرية (المملكة المتحدة)
- جمعية أصحاب الملكية الفكرية (IPO)
- مجلس تنظيم الملكية الفكرية (IPReg)
- الرابطة الدولية للنهوض بالتدريس والبحث في مجال الملكية الفكرية (ATRIP)
- الرابطة الدولية لحماية الملكية الفكرية (AIPPI)
- الاتحاد الدولي لمحامي الملكية الفكرية (FICPI)
- التحالف الدولي للملكية الفكرية (IIPA)
- المجلس الدولي لتسويق الملكية الفكرية (IIPCC)[1]
- المعهد الدولي للملكية الفكرية (IIPI)
- الجمعية الدولية للملكية الفكرية (IIPS)
- الرابطة الدولية لقانون الملكية الفكرية (IIPLA)
- الرابطة الدولية للعلامات التجارية (INTA)
- InventorEd (InvEd)
- شبكة المخترعين لمنطقة العاصمة (INCA)
- اتحاد الملكية الفكرية (اسمه سابقًا "اتحاد العلامات التجارية وبراءات الاختراع والتصاميم" أو TMPDF)

- الجمعية اليابانية للملكية الفكرية (JIPA)
- جمعية محامي براءات الاختراع اليابانيون (JPAA)
- جمعية مسؤولي التراخيص الدولية (LESI or LES Int.)
- معهد ماكس بلانك للابتكار والمنافسة
- مركز قانون الملكية الفكرية في ميونيخ (MIPLC)
- الرابطة الوطنية لممارسي براءات الاختراع (NAPP)
- جمعية قانون الملكية الفكرية في نيويورك (NYIPLA)
- مؤسسة لينكس
- ابطة ممارسي مكاتب براءات الاختراع (POPA)
- مجموعة مستخدمي معلومات براءات الاختراع (PIUG)
- حزب القراصنة
- تحالف المخترعين المحترفين (PIAUSA)
- مستشارو الملكية الفكرية للمصلحة العامة (PIIPA)[2]
- المعرفة العامة (PK)
- المؤسسة العامة لبراءات الاختراع (PUBPAT)
- كلية الملكة ماري (جامعة لندن)
- معهد براءات اختراع البرمجيات (SPI)
- اللجنة الاستشارية الدائمة في المكتب الأوروبي لبراءات الاختراع (SACEPO)
- منظمة محامي الملكية الفكرية (TIPLO)
- اتحاد الممارسين الأوروبيين في مجال الملكية الفكرية (UNION-IP)
- الجامعات المتحالفة للأدوية الأساسية (UAEM)

## المنظمات المنحلّة
- المعهد الدولي لبراءات الاختراع (IIB)
- جمعية براءات الاختراع الأمريكية
- المكاتب الدولية المتحدة لحماية الملكية الفكرية (BIRPI)